# XM312
XM312 — станковий великокаліберний кулемет, що розроблений американською корпорацією General Dynamics. Автоматика XM312 працює за газовідвідною схемою, ствол кулемета закривається поворотом затвора. Конструкція кулемета забезпечує просту переробку в 25-мм гранатомет XM307 і назад шляхом заміни всього 5 деталей, включаючи ствол. Заміна проводиться бойовим розрахунком і займає менше 2 хвилин.

## Історія створення
Для заміни в збройних силах США морально застарілих великокаліберних кулеметів М2НВ корпорація General Dynamics з 2000 року вела розробку нового 12,7-мм кулемету, дослідний зразок якого отримав в армії США позначення ХМ312.
Кулемети ХМ312 (М312 після прийняття на озброєння) з'явилися у військах США вже до 2005 року.
Основною перевагою нового великокаліберного кулемета є його невелика маса, а значить і висока мобільність. Настільки низька вага при збереженні точності стрільби досягнута, за допомогою суттєвого зниження віддачі за рахунок використання схеми з викочуванням рухомих частин зброї в момент пострілу, розробленої для ХМ307 OCSW. Платою ж за такі досягнення став низький технічний темп стрільби, всього 260 пострілів в хвилину, тобто в 2 рази менше, ніж у традиційних, більш важких 12,7-мм кулеметів. При цьому заявляється що бойова (практична) скорострільність залишиться на рівні кулемета Браунінга, тобто близько 40 пострілів за хвилину. Для боротьби з наземними цілями (піхотою в укриттях і будинках, автомобілями тощо) такої скорострільності досить, проте для боротьби з низько швидкісними цілями, типу вертольотів і легких ударних літаків, цей кулемет уже є малопридатним.

## Опис
Великокаліберний кулемет ХМ312 є автоматичною зброєю з стрічковим живленням і повітряним охолодженням ствола. Автоматика працює за газовідвідною схемою, ствол закривається поворотом затвора. Швидкозмінний ствол кулемета зі змонтованою на ньому затворною коробкою і газовідвідним вузлом може рухатися всередині корпусу кулемета, утворюючи рухливу групу автоматики. Рух рухомої групи обмежується спеціальним демпфером і поворотною пружиною. Живлення здійснюється за допомогою стандартної розсипної металевої стрічки, яка подається зліва направо. Вогонь кулемет веде з відкритого затвора, одиночними пострілами або чергами. Автоматика кулемета ХМ312 влаштована так, що при пострілі значна частина віддачі йде на гасіння імпульсу рухомих вперед масивних елементів зброї. У поєднанні з потужним дульним гальмом така конструкція забезпечує відносно невелику віддачу, що дозволяє зробити і саму зброю, і його станину досить легкими. Платою ж за це полегшення, як зазначено вище, стало зниження темпу стрільби. Кулемет ХМ312 може комплектуватися різними оптичними прицілами, що встановлюються на напрямляючі типу Picatinny rail.

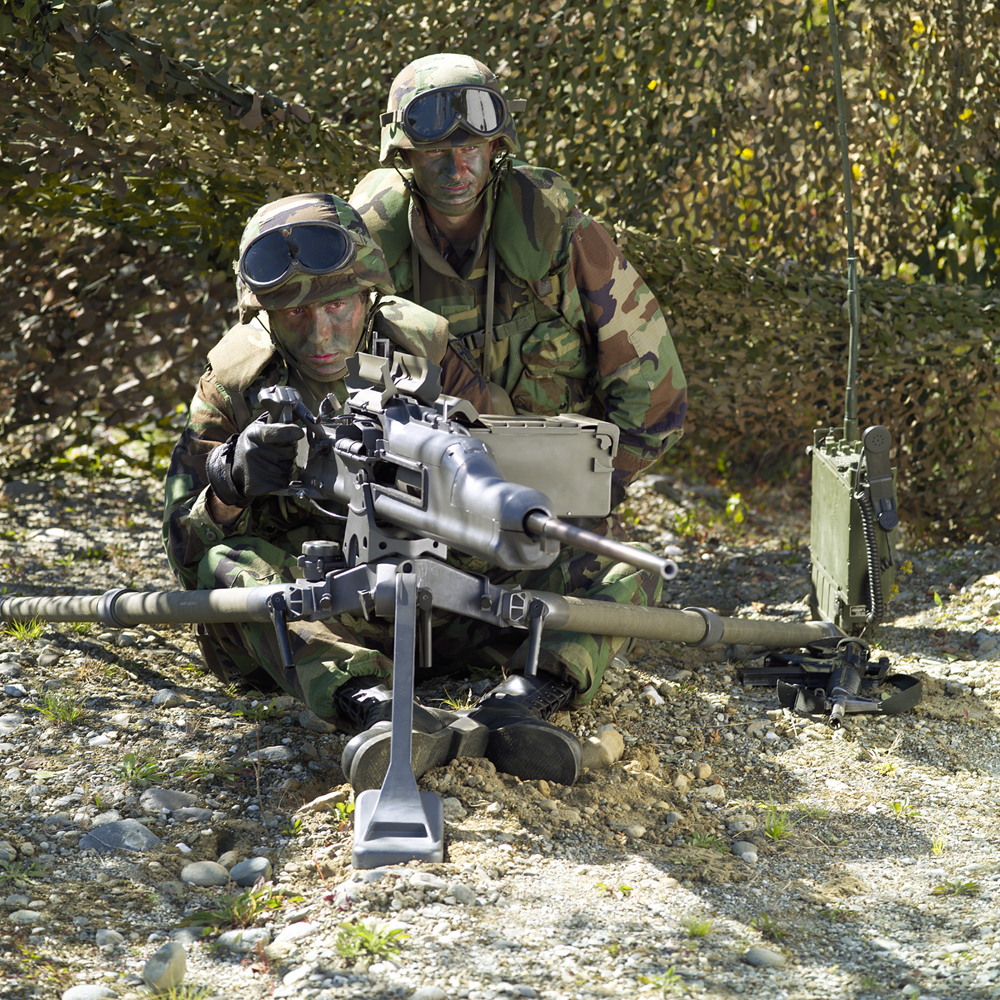
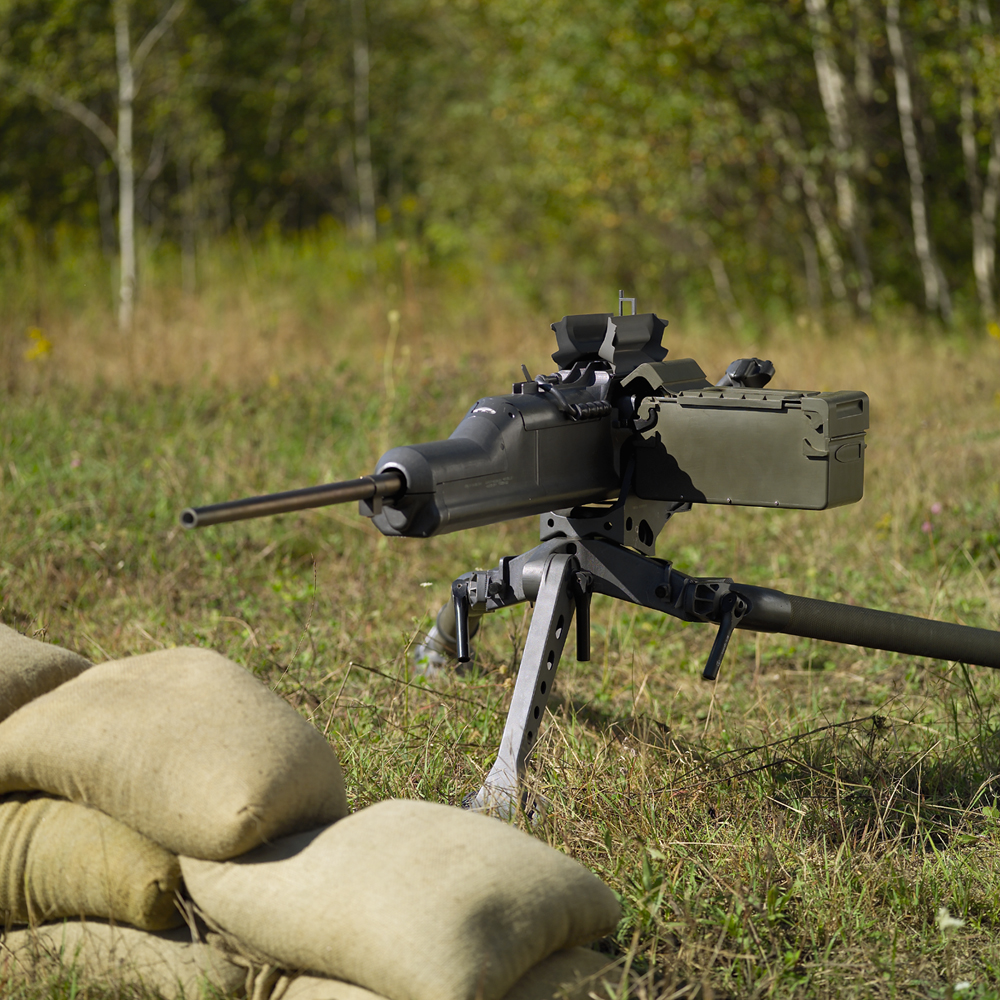
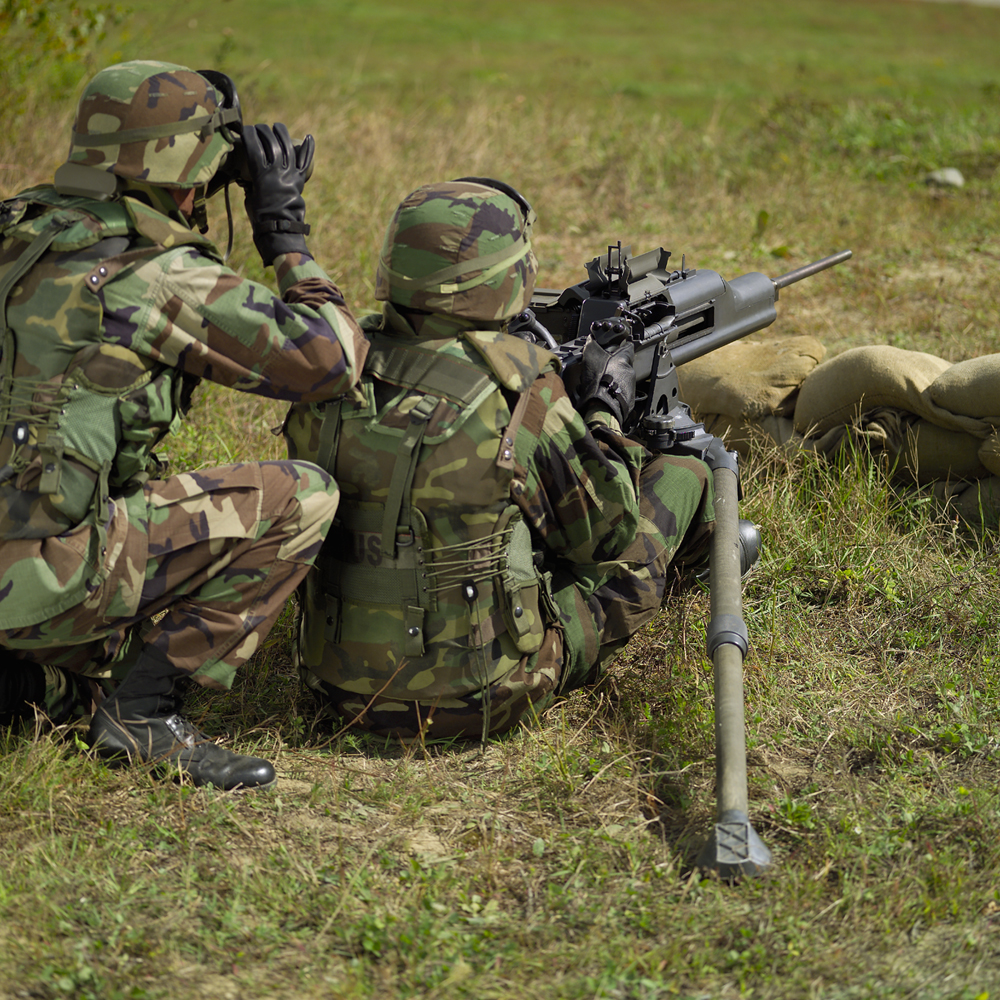